# Катафаго, Арман
Габриэль Арман Филипп Катафаго (араб. غابريال آرمان فيليب كتافاجو‎, фр. Gabriel Armand Philippe Catafago, 13 января 1926, Александрия, Египет — 16 сентября 2010, там же) — египетский баскетболист. Участник летних Олимпийских игр 1948 и 1952 годов, чемпион Европы 1949 года, бронзовый призёр чемпионата Европы 1947 года.

## Биография
Арман Катафаго родился 13 января 1926 года в египетском городе Александрия.
В 1947 году в составе сборной Египта завоевал бронзовую медаль чемпионата Европы в Праге.
В 1948 году вошёл в состав сборной Египта по баскетболу на летних Олимпийских играх в Лондоне, занявшей 19-е место. Провёл 8 матчей, набрал (по имеющимся данным) 8 очков (6 — в матче со сборной Италии, 2 — с США).
В 1949 году стал победителем чемпионата Европы в Каире.
В 1951 году завоевал золотую медаль баскетбольного турнира Средиземноморских игр в Александрии.
В 1952 году вошёл в состав сборной Египта по баскетболу на летних Олимпийских играх в Хельсинки, занявшей 12-е место. Провёл 6 матчей, набрал 41 очко (10 — в матче со сборной Турции, 9 — с Францией, 8 — с Кубой, 7 — с Италией, 4 — с Канадой, 3 — с Чили).
Также участвовал в чемпионате мира 1950 года, где египтяне заняли 5-е место, и чемпионате Европы 1953 года, где они финишировали восьмыми.
Умер 16 сентября 2010 года в Александрии.